# Тенанго-дель-Айре
Тенанго-дель-Айре (исп. Tenango del Aire)  —   муниципалитет в Мексике, входит в штат Мехико. Население — 9432 человека.